# ارمسترونغ ويتوورث إنساين
ارمسترونغ يتوورث إنساين (بالإنجليزية: Armstrong Whitworth Ensign)‏ هي طائرة خطوط جوية، بأربعة محركات، وبسعة 40 راكب. أنتجت في بريطانيا. من صناعة ارمسترونغ ويتوورث للطائرات. كانت تستخدم بشكل أساسي من قبل الخطوط الجوية الإمبراطورية. كان أول طيران لها في 24 يناير 1938. دخلت الخدمة في 1938، انتهت خدمتها في 1946. صنع منها 14 طائرة.

## المستخدمون
- الخطوط الجوية الإمبراطورية
- شركة الخطوط الجوية البريطانية لما وراء البحار